# Gina-Lisa Lohfink

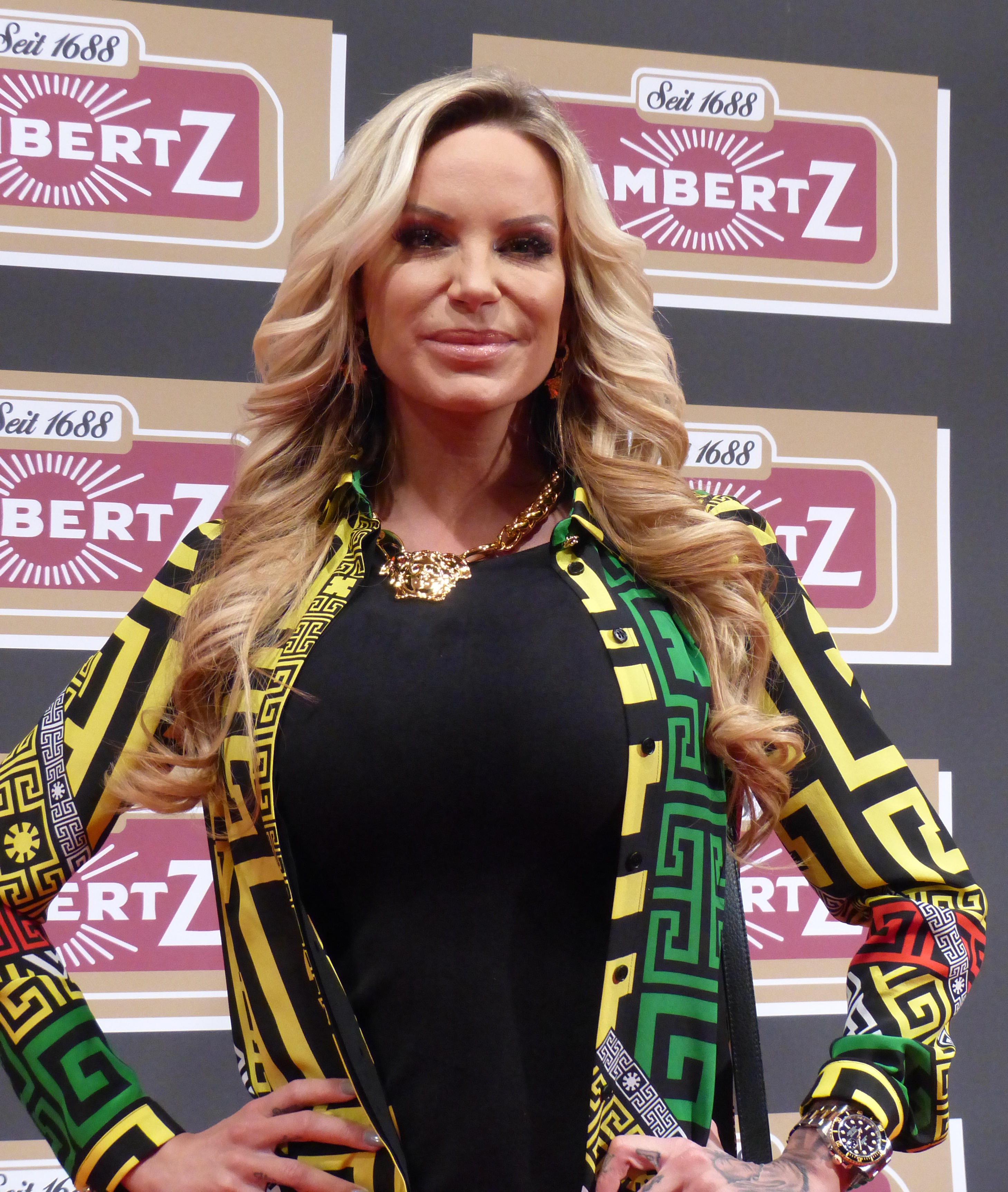
Gina-Lisa Lohfink (2016)

Gina-Lisa Lohfink (* 23. September 1986 in Seligenstadt) ist eine deutsche Prominente und Influencerin. Bekannt wurde sie 2008 durch ihre Teilnahme an der dritten Staffel von Germany’s Next Topmodel. Seitdem wirkte sie in verschiedenen Formaten des Reality-TV mit. Gelegentlich tritt sie auch als Moderatorin, Schauspielerin und Sängerin in Erscheinung.

## Biografie
Lohfinks Eltern trennten sich, als sie zwei Jahre alt war. Sie hat einen neun Jahre jüngeren Halbbruder. Zwischenzeitlich lebte sie in Hasselbach (Taunus). Mit zwölf zog sie zu ihrer Großmutter. Nach ihrer Schulzeit in der Einhardschule Seligenstadt absolvierte sie eine Ausbildung zur Arzthelferin und arbeitete nebenbei in einem Fitnessstudio und in einem Wohnheim für Menschen mit einer geistigen Beeinträchtigung. Sie gewann diverse regionale Schönheitswettbewerbe, unter anderem Miss Frankfurt 2005 und Miss Darmstadt 2006. Bei der Miss Hawaiian Tropic International 2007 wurde sie „Miss Supermodel“. 2008 bewarb sie sich bei der dritten Staffel von Heidi Klums Castingshow Germany’s Next Topmodel. In der Sendung erreichte sie nur den 12. Platz, doch ihre „hessische Kodderschnauze“ und der Ausruf „Zack, die Bohne!“ nach Erledigung einer Angelegenheit machten sie bekannt.
In der Folgezeit war sie für die Sendung taff in einer eigenen Rubrik City Check als Reiseexpertin zu sehen. Anschließend folgte mit Gina-Lisas Welt eine fünfminütige Web-Serie auf MyVideo. Zudem hatte sie einen Gastauftritt in der Sendung Gülcan und Collien ziehen aufs Land. In der TV-Komödie Putzfrau Undercover gab Gina-Lisa Lohfink im Oktober 2008 ihr Schauspiel-Debüt. 2008 war sie Werbefigur für M&M’s und drehte einen Werbespot für Sixt mit Johannes Heesters. Nachdem sie stark abgenommen hatte, ließ sie eine Brustvergrößerung vornehmen.
2009 kommentierte Lohfink für die BILD die vierte Staffel von Germany's Next Topmodel und gründete das Modelabel Ginalisa Eyewear, unter dem Sonnenbrillen vertrieben werden. Zudem erschien sie auf dem Cover der Mai-Ausgabe der FHM. In der ARD-Daily-Soap Marienhof übernahm sie im Juli 2009 eine Gastrolle. Im September 2009 erschien das Videospiel Gina Lisa Powershopping für Nintendo DS. Im Oktober 2009 wurde auf ProSieben ein Special der Sendung We Are Family! So lebt Deutschland mit zwei Doppelfolgen ausgestrahlt, worin sie unter dem Titel Gina Lisa's Best Buddy einen Freund fürs Leben suchte.
Im Februar 2010 lief sie für den Jungdesigner Richie Rich bei der A Muse Fashion Show auf der New York Fashion Week neben Pamela Anderson. In der August-Ausgabe des deutschen Playboy war eine Fotostrecke mit Lohfink zu sehen, welche von dem Fotografen Marco Glaviano am Strand von Sizilien aufgenommen wurde. Am 30. Juli 2010 erschien Lohfinks Debüt-Single Alles Klar als Download. Das Lied stellte sie Ende August 2010 das erste Mal live in Hannover bei der Musiksendung The Dome vor. 2011 war sie das Werbegesicht zum Computerspiel War2Glory. Am 20. April 2011 trat sie in der Alten Oper in Frankfurt als Gaststar im Musical Grease auf. In Willi Herrens erstem Kurzfilm Blauer sucht Frau spielt sie die Rolle der „Sarah Dingens“.

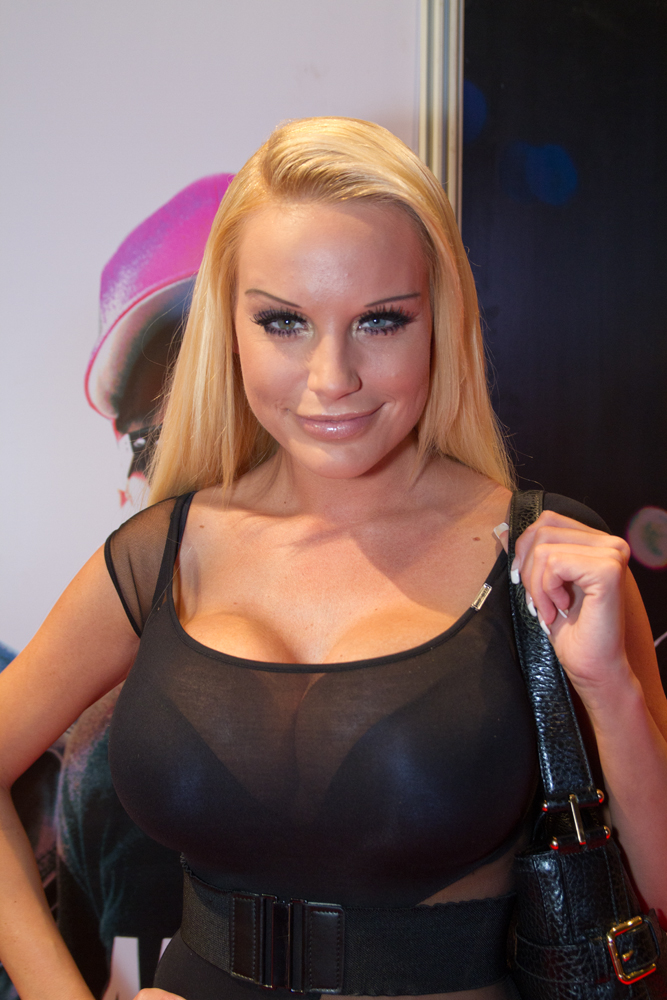
Gina-Lisa Lohfink (Mallorca 2011)

Im Juni 2011 spielte Lohfink im Musikvideo zu El Tiburón der Sängerin Loona mit. Am 15. August 2011 war sie für eine Nacht zu Gast im Big Brother-Haus und nahm im Anschluss bei der Reality-TV-Fernsehshow Die Alm – Promischweiß und Edelweiß auf ProSieben teil.
Im Dezember 2011 kündigte Lohfink an, sich von Frédéric von Anhalt adoptieren zu lassen, um einen Adelstitel zu erwerben und eine Filmkarriere in Amerika voranzutreiben. Aufgrund von Differenzen zwischen Gina-Lisa Lohfink und Frédéric von Anhalt wurde von den Adoptionsplänen im April 2012 wieder Abstand genommen. Im Rahmen der geplanten Adoption wirkte sie zusammen mit Mario-Max Prinz zu Schaumburg-Lippe, Alexander Prinz von Anhalt und Ferdinand Prinz von Anhalt an einem Adels-Special von Das perfekte Promi-Dinner mit.

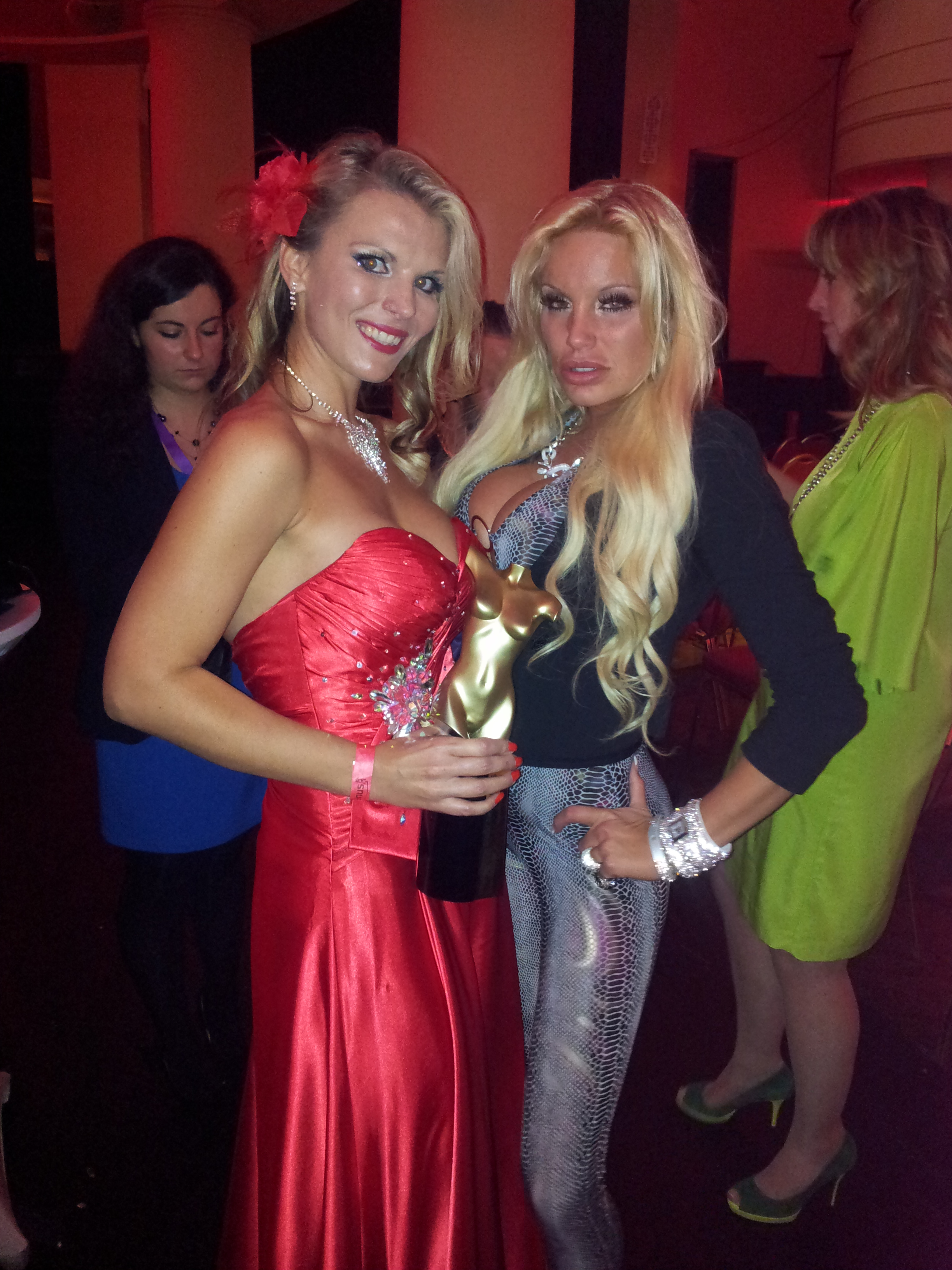
Lohfink (rechts) auf der Gala anlässlich der Verleihung des Venus Award mit Pornodarstellerin Aische Pervers im Oktober 2012

Im Februar 2012 erschien sie auf dem Cover des Männermagazins Penthouse und war neben Brigitte Nielsen und Roger Moore Richard Lugners Gast beim Wiener Opernball. 2012 war Lohfink das Gesicht der 16. Venus-Messe. Hierbei war sie für die Messe wie im Vorjahr als Botschafterin für Safer Sex tätig und kürte zusammen mit Micaela Schäfer die „Miss Venus 2012“. Im Oktober 2012 gewann Lohfink den German DJ Award in der Kategorie „Beste Selbstvermarktung“.
2012 und 2013 warb Lohfink zusammen mit Micaela Schäfer, Jordan Carver und Sandra Lang für den Online-Elektronikhändler Redcoon. Die „Billig“-Werbung wurde 2013 vom Deutschen Werberat gerügt, da sie den Eindruck verschaffe, dass Frauen billig und leicht verfügbar seien.
2015 wurde Lohfink als Kandidatin für Promi Big Brother vorgestellt. Hierbei votierten die Zuschauer per Telefon über ihren möglichen Einzug, entschieden sich jedoch für die „Berlin – Tag & Nacht“-Darstellerin Julia Jasmin Rühle.
Zusammen mit Florian Wess gründete Lohfink 2016 ein 90er-Revival-Projekt. Als erste Veröffentlichung erschien am 10. Juni 2016 eine Coverversion von Aquas Barbie Girl als Download. Im Rahmen der Wiesbaden Biennale wurde Lohfink Ende August 2016 vom Konzeptkünstler Dries Verhoeven für sein Performance-Projekt „Beerdigung der Privatsphäre“ engagiert.
Im Januar 2017 nahm sie an der 11. Staffel von Ich bin ein Star – Holt mich hier raus! teil, bei welcher sie den achten Platz belegte. Zeitgleich mit dem Dschungelcamp veröffentlichte sie zusammen mit Florian Wess die Single Tarzan & Jane und das Album We Love The 90’s. Im April 2017 gaben Lohfink und Wess das Ende ihrer Zusammenarbeit bekannt.
Ab November 2018 war Gina-Lisa Lohfink in der Datingshow Adam sucht Eva zu sehen. Während der Dreharbeiten entstand eine Liebesbeziehung mit dem Fitness-Model Antonino Carbonaro. Parallel zum Finale der Sendung veröffentlichte Lohfink die Single Boulevard. Mit Lorenz Büffel veröffentlichte Lohfink im März 2019 die Single Gina-Lisa, das Original stammt von der Gruppe Die Draufgänger.
Ein Ausflug in die Gastronomie im Jahr 2020 mit einer Shisha-Kuchen-Bar in der hessischen Gemeinde Münster war nach wenigen Monaten beendet.

## Privatleben
Bis 2008 war Lohfink über zwei Jahre mit dem Modedesigner und Musikproduzenten Yüksel D. liiert. Im Jahr 2009 folgte eine sechs Monate währende Beziehung mit dem Popsänger Marc Terenzi. Zusammen ist das Paar in Terenzis Kurzfilm The Vampires Club zu sehen. Von August 2010 bis Juni 2011 war Lohfink mit dem Fußballspieler Arthur Boka liiert. Von Juli 2011 bis April 2012 gaben Lohfink und die Sängerin Marie-José van der Kolk von Loona an, eine Beziehung zu führen. Im Juli 2013 verlautbarte van der Kolk, es habe sich um eine aus Marketinggründen inszenierte Beziehung gehandelt. Lohfink führte 2012 mit dem Köln 50667-Darsteller David Ortega eine Beziehung. Im November 2016 wurde ihre Beziehung zum türkischen Fußballspieler Emir Kücükakgül öffentlich bekannt, mit dem sie nach eigener Aussage bereits 1,5 Jahre liiert  war. Im September 2017 trennte sich das Paar nach drei gemeinsamen Jahren. Nach der Sendung Adam sucht Eva 2018, in der Lohfink Kandidatin war, war sie mit dem Fitness-Coach Antonino Carbonaro liiert, der ebenfalls in dieser Adam-sucht-Eva-Staffel mitwirkte. Im Juni 2019 gab das Paar die Trennung bekannt.

## Auseinandersetzungen und Strafverfahren
2008 erschien ein Amateurporno mit Aufnahmen von Lohfink und ihrem vormaligen Partner Yüksel D., der über zehn Millionen Mal heruntergeladen wurde. Lohfink gibt an, mit der kommerziellen Veröffentlichung der privat gemachten Aufnahmen nicht einverstanden gewesen zu sein. Versuche, die Verbreitung des Videos und die Berichterstattung darüber zu unterbinden, seien nicht erfolgreich gewesen.
Im Sommer 2012 wurde ein Video verbreitet, das Lohfink beim Sex mit zwei Männern zeigt. Später wurden weitere Videosequenzen auf einem Handy als Beweismittel sichergestellt; nur ein Teil der insgesamt zwölf Sequenzen sind als Videoclip im Internet zu finden. Die Videos wurden teils bei Nacht aufgenommen, teils bei Tageslicht.
Rechtsanwalt Burkhard Benecken erklärte, dass Lohfink erst nachdem sie das Video von sich gesehen hatte, zu der Annahme kam, dass es sich um eine Sexualstraftat handeln könnte. Dies würde die liebevollen Botschaften an Pardis F. erklären, die nach der angeblichen Tatnacht ausgetauscht wurden. Daraufhin erstattete sie gegen die Männer Anzeige und behauptete, sie habe die Vermutung, mit K.-o.-Tropfen betäubt und vergewaltigt worden zu sein. Die Männer wurden aufgrund widerrechtlicher Verbreitung der Videoaufnahmen (vgl. Recht am eigenen Bild) bestraft. Der Vorwurf der Vergewaltigung und sexuellen Nötigung wurde im Verfahren vor dem Amtsgericht Tiergarten jedoch von der Staatsanwaltschaft fallen gelassen. Ein toxikologisches Gutachten hatte anhand des sichergestellten Videomaterials und der Aussagen von Lohfink keine Anhaltspunkte für die Verabreichung von K.-o.-Tropfen ergeben. Der Gutachter beschrieb Lohfink als wach, aktiv, orientiert. Auch bei den sexuellen Handlungen konnte er keine Störung der Wachheit, der körperlichen Koordination oder der Orientierung feststellen.
Lohfink erhielt daraufhin aufgrund falscher Verdächtigung nach StGB § 164 der zwei Männer einen Strafbefehl in Höhe von 60 Tagessätzen je 400 Euro (24.000 Euro). Gegen diesen legte Lohfinks Anwalt Einspruch ein. Die von Lohfink beschuldigten Männer stellten gegen sie Strafanzeige wegen Verleumdung und Beleidigung. Im Amtsgericht Tiergarten wurde sie am 22. August 2016 zu einer Geldstrafe in Höhe von 80 Tagessätzen je 250 Euro (20.000 Euro) wegen falscher Verdächtigung verurteilt. Im Revisionsverfahren am 10. Februar 2017 wurde die Verurteilung Lohfinks wegen Falschverdächtigung rechtskräftig bestätigt; nur die Berechnung der Höhe der Tagessätze wurde als fehlerhaft und damit neu festzulegen erkannt, dieselbe Summe in der Neuberechnung jedoch bestätigt.
Der Fall wurde medial breit rezipiert und kontrovers kommentiert. Lohfink galt manchen als „Sinnbild für eine überfällige Reform des Sexualstrafrechts“, andere Stimmen verwiesen auf die Vereinnahmung durch Politik und feministische Vertreter: „Von der Trash-Ikone zum neuen Symbol der Feministinnen: Gina-Lisa Lohfink, das It-Girl und Model, wird von allen benutzt.“ Der Richter kritisierte Lohfink: „Sie haben sich öffentlich als Verteidigerin der Frauenrechte geriert. Aber allen wirklichen Vergewaltigungsopfern haben Sie einen Bärendienst erwiesen.“ Staatsanwältin Corinna Gögge sagte, der Fall sei „eine Verhöhnung und Irreführung aller Frauen und Männer, die tatsächlich Opfer einer Straftat geworden sind“. Besonders kritisiert wurde in den Medien auch die Rolle des Anwalts Burkhard Benecken, dem über die schlagzeilenreiche Verteidigung von C-Promis vor allem daran gelegen sei, seinen Bekanntheitsgrad zu steigern.
Der Journalist und Jurist Christian Bommarius kritisierte die vorschnelle Solidarisierung von Politikerinnen wie der damaligen Bundesfamilienministerin Manuela Schwesig mit Lohfink und schrieb: „Lohfink ist wegen falscher Verdächtigung verurteilt worden – das Urteil dürfen ihre Unterstützerinnen auch auf sich selbst beziehen.“ Schwesig hatte u. a. die Twitter-Gruppe Team Gina Lisa mit eigenen Tweets unterstützt, was auch in anderen Medien kritisch kommentiert wurde. Kritik an Schwesig und den Demonstrationen vor dem Gerichtssaal kam auch vom Vorsitzenden des Deutschen Richterbundes Jens Gnisa, der dazu aufforderte, solche Debatten „mit weniger Emotionen und mit mehr Sachkenntnis“ zu führen.
Die Reform des deutschen Sexualstrafrechts erfolgte schließlich 2016. Der reformierte, um den Tatbestand sexueller Übergriff erweiterte § 177, trat am 10. November 2016 in Kraft.
Die öffentliche Debatte um den Fall Lohfink hat ebenso zu dieser Gesetzesreform beigetragen wie die öffentliche Diskussion über die sexuellen Übergriffe in der Silvesternacht 2015/16 in Köln.
Seit April 2022 ohne Führerschein, wurde sie unter anderem einer Autofahrt Ende 2022 unter Alkohol- und Kokaineinfluss angeklagt. Das Amtsgericht Langen verurteilte Lohfink deswegen im Juni 2024 zu einer Freiheitsstrafe von acht Monaten – ausgesetzt auf drei Jahre zur Bewährung. Zudem wurde eine Auflage von 5.000 Euro verhängt, zahlbar an eine Selbsthilfeorganisation von Menschen mit Suchtproblemen.

## Diskografie
Album
- 2017: We Love The 90’s – Gina-Lisa & Florian Wess

Singles
- 2010: Alles Klar
- 2016: Barbie Girl – Gina-Lisa & Florian Wess
- 2017: Tarzan & Jane – Gina-Lisa & Florian Wess
- 2018: Boulevard
- 2019: Gina-Lisa – Lorenz Büffel feat. Gina-Lisa Lohfink
- 2019: All I Need – Chris Decay & Re-lay feat. Dante Thomas & Gina-Lisa

## Filmografie

### Fernsehfilme
- 2008: Putzfrau Undercover
- 2009: The Vampires Club
- 2013: Plastic – Schönheit hat ihren Preis

### Fernsehsendungen
- 2008: Germany’s Next Topmodel (3. Staffel)
- 2008: Gina-Lisas Welt[72]
- 2008: TV total[73]
- 2008: TV total Turmspringen
- 2008–2010: taff
- 2009: Die große Show der Naturwunder
- 2009: Die Oliver Pocher Show
- 2009: We Are Family! So lebt Deutschland
- 2010: Das Tier in mir
- 2010: The Dome
- 2011: Der große deutsche IQ-Test 2011 by RTL II[74]
- 2011: mieten, kaufen, wohnen[75]
- 2011: Das perfekte Promi-Dinner[76]
- 2011: Die Alm – Promischweiß und Edelweiß (2. Staffel)
- 2013: Clash! Boom! Bang!
- 2015: X-Diaries bi
- 2016: Applaus und Raus !
- 2017: Ich bin ein Star – Holt mich hier raus!
- 2017: Das perfekte Promi-Dinner
- 2016–2017: Die große ProSieben Völkerball Meisterschaft
- 2018: Adam sucht Eva
- 2019: Die Superhändler – 4 Räume, 1 Deal
- 2019: Stars im Spiegel – Sag mir, wie ich bin
- 2020: Just Tattoo of Us
- 2020: Die Festspiele der Reality Stars – Wer ist die hellste Kerze?
- 2021: Kampf der Realitystars – Schiffbruch am Traumstrand
- 2022: Ich bin ein Star – Die Stunde danach
- 2022: OnlyFans Uncovered
- 2023: Forsthaus Rampensau Germany
- 2024: Bei Gina-Lisa läuten die Hochzeitsglocken
- 2025: The 50
- 2025: Wo die Liebe hinfällt - Jedes Paar ist anders

### Gastauftritte
- 2007: Musikvideo: Ken feat. Fatman Scoop – Talk 2 Me
- 2008: Gülcan und Collien ziehen aufs Land
- 2009: Marienhof
- 2011: Musikvideo: Loona – El Tiburón
- 2011: Big Brother
- 2011: Musikvideo: Sascha Urlaub – Affentanz/Hangover
- 2013: Musikvideo: Sean Finn & Gino Montesano – Sunglasses @ Night 2013
- 2013: Neo Magazin
- 2017: Grill den Henssler
- 2017: Musikvideo: Kurdo & Majoe – Rolling Stone
- 2017: Musikvideo Dorfrocker – Mettbrötchen
- 2018: Luke! Das Jahr und ich
- 2019: Die Superhändler – 4 Räume, 1 Deal
- 2025: Big Brother (Jubiläumsstaffel)